# Cetiosaurus
A Cetiosaurus (jelentése 'bálnagyík', az ógörög κητος / kétosz 'tengeri szörny' (később 'bálna') és σαυρος / szaürosz 'gyík' szavak összetételéből) a sauropoda dinoszauruszok egyik neme, amely a középső és késő jura korban (mintegy 181-169 millió évvel ezelőtt) élt a mai Európa és Afrika területén. A hosszát körülbelül 18 méterre, a tömegét pedig 25 tonnára becsülték. Neve a felfedezője tévedéséből ered, Richard Owen ugyanis azt hitte, hogy a maradványok egy tengeri élőlényhez, egy szokatlanul nagyméretű krokodilhoz tartoztak.
Kezdetleges, négy lábon járó, hosszú nyakú, kis fejű növényevő volt, amely a legtöbb sauropodáénál rövidebb farokkal rendelkezett.

## Anatómia
A Cetiosaurus négy lábon járó, hosszú nyakú állat volt, melynek hossza nagyjából elérte a 18 métert. Nyaka a testéhez hasonló hosszúságú volt, legalább 40 csigolyából álló farka pedig annál hosszabb lehetett. Hátcsigolyái nehezek és kezdetlegesek voltak, különböztek a Brachiosaurushoz hasonló fejlett sauropodák üreges csigolyáitól. A legtöbb sauropodától eltérően az orsócsontja a felkarcsonttal megegyező hosszúságot ért el. A combcsont hossza körülbelül 1,8 méter volt.

## Felfedezés és fajok
A Cetiosaurus az elsőként felfedezett és elnevezett sauropoda, amely a legjobban ismert Angliából származó sauropoda is egyben. Fosszíliáit Anglia és Marokkó területén találták meg. A Wight-szigetről előkerült, egy csigolyából, egy bordából és egy karcsontból álló leletanyagot Sir Richard Owen nevezte el 1841-ben, egy évvel azelőtt, hogy a Dinosauria nevet megalkotta volna. Az 1840-es években több lábcsontot is találtak, 1868-ban pedig egy teljes csontvázat fedeztek fel. Owen úgy gondolta, hogy krokodilszerű jellemzői voltak. Ironikus módon a Cetiosaurus valódi természetére csak akkor derült fény, amikor Thomas Henry Huxley 1869-ben dinoszauruszként sorolta be.
Az Oxfordshire megyében és Rutlandben talált középső jura kori (bajoci korszakbeli) Cetiosaurus oxoniensis jobban ismert, mint a típusfaj, a C. brevis, ezért Paul Upchurch azt javasolta, hogy cseréljék le a típusfajt. A C. medius leletanyagával kapcsolatos beszámoló elégtelen a Cetiosaurusként való definiálásához, ezért nomen dubiumnak számít.
Cetiosaurus fajok
- C. brevis (típus)
- C. medius (nomen dubium)
- C. oxoniensis Phillips, 1871
- C. mogrebiensis Lapparent, 1955

## Osztályozás
A Cetiosaurus legközelebbi rokonának a Barapasaurus és a dél-amerikai Patagosaurus tűnik. E nemek együtt alkotják a Cetiosauridae családot, amely korábban a kezdetleges sauropodák rosszul definiált nagycsaládja volt.

## Ősbiológia
Egy időben élt a Megalosaurusszal és az Eustreptospondylusszal, melyeknek a zsákmánya is lehetett. A Cetiosaurus otthonát az ártéri területek és a nyílt erdőségek alkották.

## Galéria
|  |  |  |

## Fordítás
- Ez a szócikk részben vagy egészben a Cetiosaurus című angol Wikipédia-szócikk ezen változatának fordításán alapul.  Az eredeti cikk szerkesztőit annak laptörténete sorolja fel. Ez a jelzés csupán a megfogalmazás eredetét és a szerzői jogokat jelzi, nem szolgál a cikkben szereplő információk forrásmegjelöléseként.